# Wilhelm Baur
Friedrich Wilhelm Baur, född den 16 mars 1826 i Lindenfels (Odenwald) i Storhertigdömet Hessen, död den 18 april 1897 i Koblenz, var en tysk präst, bror till Gustav Baur och till Franz Adolf Gregor von Baur.
Baur, som var generalsuperintendent över Rhenprovinsen från 1883, tillhörde teoretiskt den positiva unionens grupp och tog som själasörjare till ögonmärke en folklig predikan samt återupplivandet av den andliga folkvisan, patriotismen och de kristliga folkfesterna.
Bland hans utgivna arbeten kan nämnas Beicht- und Kommunionbuch (5:e upplagan 1886), Das deutsche evangelische Pfarrhaus (5:e upplagan 1902), Von der Liebe. Ein Zeugniss für lebendiges Christenthum (3:e upplagan 1887), Lebensbilder aus der Geschichte der Kirche und des Vaterlandes (1887) och Christus und die Gemeinde (1888), en årgång predikningar över fria texter.